# 리스페리돈
리스페리돈(Risperidone, 상표명으론 리스페달 또는 다른 이름이 쓰인다)은 주로 조현병(유아 조현병 포함), 양극성 장애, 그리고 파괴적 행동과 파탄적 행동장애의 치료에 사용되는 비정형 조현병 치료제이다.
리스페리돈은 2세대 비정형적 항정신병제이며, 또한 도파민 길항제 역할과 동시에 세로토닌과 히스타민 계통을 억제시킨다.
리스페리돈의 부작용으로서는 체중 증가와 제 2형 당뇨병 같은 대사 이상등이 있으며, 또한 지연성 운동장애, 신경이완제 악성 증후군 등의 추체 외로계 장애가 있다. 또한 리스페리돈과 다른 조현병 치료제는 치매 환자의 사망률을 높이기도 한다.
리스페리돈은 존슨앤드존슨 산하의 Janssen-Cilag에서 예전에 쓰이던 정형적 조현병 치료제를 대체하기 위해 1988년부터 1992년까지 개발하였으며, 1994년 FDA에 의해 처음 허가 받았다.

## 의약적 활용
리스페리돈은 조현병, 양극성 장애와파괴적 행동이 두드러지는 정신지체등의 행동장애등의 치료에 사용되고 있다.

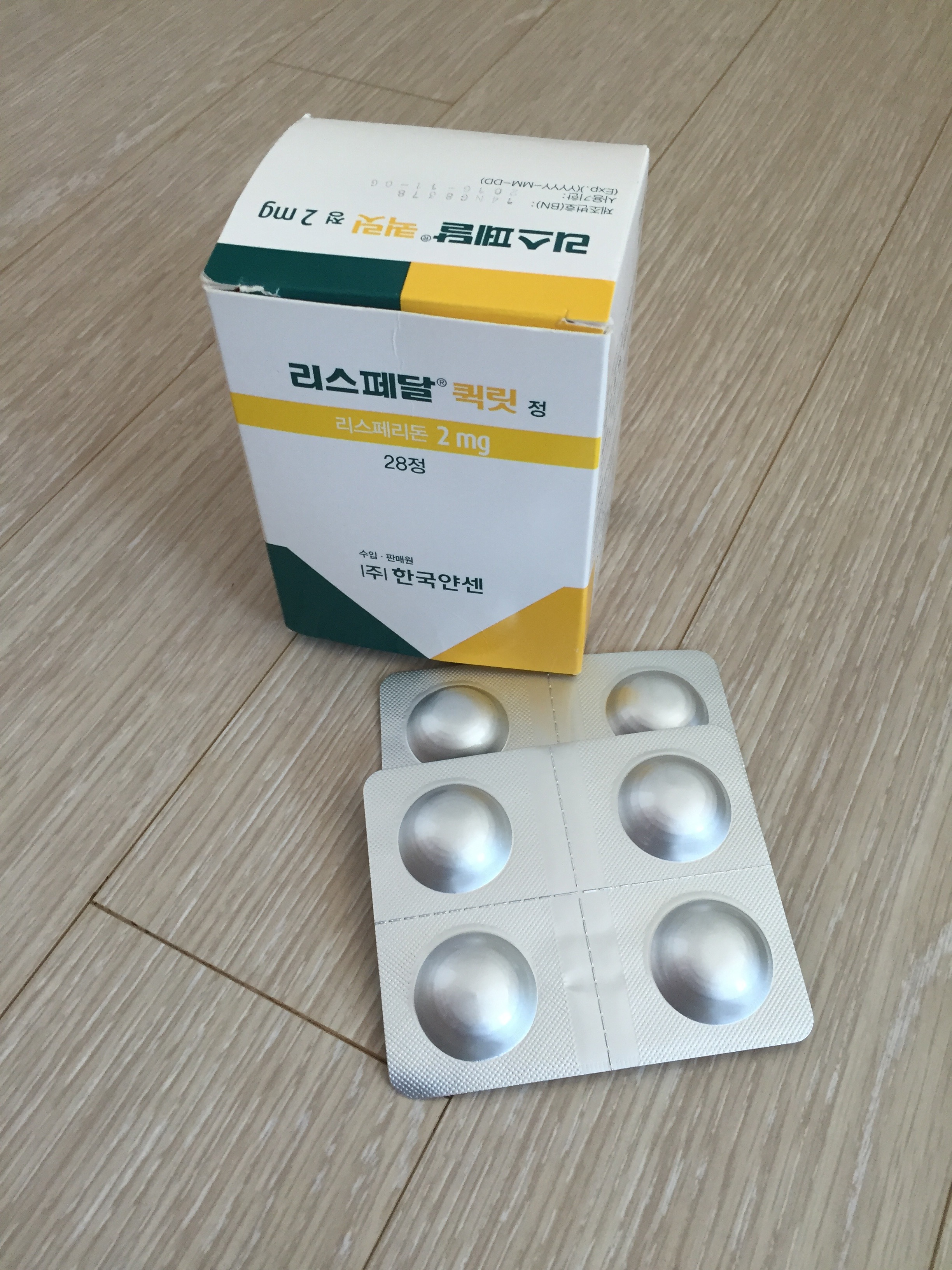
리스페리돈 퀵릿 2mg (한국얀센)

### 조현병
리스페리돈은 조현병이 극심하게 악화되었을 때 유효하게 사용할 수 있다.
조현병에 대한 많은 연구들에서 리스페리돈을 경구 섭취하는 것에 대해선 많은 결론들이 도출되어 있다. 2012년에 실시된 리뷰 논문에서는 리스페리돈이 정형적 항정신병제인 할로페리돌보다 효과가 좋다고 설명해놨지만, 이 증거가 위약이 모호한 점 때문이라는 의문을 받고 있다. 2011년의 리뷰 논문에서는 리스페리돈이 첫번째와 두번째 세대의 항정신병제인 올란자핀과 클로자핀을 제외하고 퇴행 작용에 매우 효과가 있었다는 결과가 나왔었다.
또한 리스페리돈을 오랫동안 주사하는 것은 약을 섭취하는 것에 비해 치료를 잘 따라올 뿐만 아니라, 퇴행을 덜 시키는 것으로 드러나기도 하였다. 또한 리스페리돈을 오래 주사하는 것은 제 1세대 항정신병제를 오랜기간 주사하는 것과 비슷하다는 유효성이 나오기도 하였다.

### 양극성 장애
리스페리돈을 포함한 제 2세대 항정신병제는 급성 조증이나 혹은 양극성 장애의 혼합적인 악화 등에 효율적인 처방으로 사용되고 있다. 어린이와 청소년에게 리스페리돈은 리튬이나 데파코트보다 효과적이지만, 더 높은 대사 부작용을 받을 수 있다. 유지 요법에서, 리스페리돈은 조증을 예방하는데는 효율적이지만 우울을 예방하는데는 효율적이지 않다.

### 다른 사용예
리스페리돈은 섭식 장애나 혹은 성격 장애의 치료에 아무 이득이 없는 걸로 나타났다.
리스페리돈과 같은 항정신병제는 치매환자에게 단기간에 이익이 될 수 있으나, 리스페리돈과 치매 환자의 높은 사망률은 밀접한 연관이 있다. 이런 높은 사망률때문에 FDA 측과 식품의약품안전청 측에선 허가를 주지 않았다.

## 종류
물질 및 용도 특허 만료 이후에, 지난 2003년 제네릭 의약품으로 허가받은 국내 업체인 환인제약의 '리페리돈정'을 비롯한, CNS 전문 의약품 제조 업체인 명인제약의 '리스펜정'으로 허가되어, 국내 바이오 벤처기업인 리드젠사의 축적된 자체 특허 기술로 원료 합성에서 완제품까지 100% 국산화에 성공하였다. 또한 기본 보건 시스템에서 극히 필요한 세계 보건 기구의 필수 의약품중 하나로 등재되어 있기도 하다.

## 부작용
리스페리돈을 섭취하거나 경구주사 요법을 받을시 불수의적 움직임, 시야흐림, 체중증가등의 부작용을 겪을 수 있으며, 몇몇에게서 실신, 발작, 혈전성 혈소판감소성 자반증, 고혈당증 및 당뇨같은 대사이상 증세와 더불어 신경 이완제 악성 증후군이나 지연성 운동이상증 등이 추체 외로계 장애로 보고 되었다.

### 다른 약물과의 상호작용
- 카르바마제핀과 다른 효소유도제는 리스페리돈의 혈장 농도를 높일수 있다.[26]
- CYP2D6 작용 억제제, 예를 들어 SSRI 치료를 받는 경우 리스페리돈의 혈장 농도가 올라갈 수 있다.[26]

## 같이 보기
- 렉사프로